# مركز التاريخ العسكري والعلوم الاجتماعية في البوندسوير
مركز التاريخ العسكري والعلوم الاجتماعية في البوندسوير (بالألمانية: Zentrum für Militärgeschichte und Sozialwissenschaften der Bundeswehr) والمختصرة باسم ZMSB. هو مؤسسة أبحاث ألمانية تركز على التاريخ العسكري والعلوم الاجتماعية. تقع في بوتسدام، وهي جزء من وزارة الدفاع الفيدرالية الألمانية. تم تشكيل المنظمة في عام 2013 من خلال دمج مكتب أبحاث التاريخ العسكري (مكتب أبحاث التاريخ العسكري) German Army Social Sciences Studies Center [خطأ: تحقق من وسيط ورمز اللغة] .

## الباحثين
يتضمن باحثو المركز المؤرخين التاليين:
- Winfried Heinemann [خطأ: تحقق من وسيط ورمز اللغة]
- بيتر ليب
- Harald Potempa [خطأ: تحقق من وسيط ورمز اللغة]
- توماس فوغل
- John Zimmermann (historian) [خطأ: تحقق من وسيط ورمز اللغة]